# Sikatuna, Bohol
Sikatuna là đô thị hạng 4 ở tỉnh Bohol, Philippines. Theo điều tra dân số năm 2007, đô thị này có dân số 6.335 người. 

## Các đơn vị hành chính
Sikatuna về mặt hành chính được chia thành 10 khu phố (barangay).
- Abucay Norte
- Abucay Sur
- Badiang
- Bahaybahay
- Cambuac Norte
- Cambuac Sur
- Canagong
- Libjo
- Poblacion I
- Poblacion II